# Liste de personnalités liées à Reims
Cet article liste les personnalités liées à Reims, commune de la Marne.

## Personnalités

### Nées dans la commune
- Jeanne Added, auteur-compositeur-interprète
- Marc Alyn, de son vrai nom Alain-Marc Fécherolle, poète ;
- Jean-Claude Antonini, médecin, maire d'Angers ;
- Adolphe d'Archiac, géologue et paléontologue ;
- Jean-Baptiste Armonville, homme politique ;
- Eugène Auger, peintre ;
- Arthur Baligot de Beyne, diplomate ;
- Barcella (de son véritable nom Mathieu Ladevèze), auteur-compositeur-interprète
- Émile Barau, artiste ;
- Simone Bastien, résistante ;
- Guillaume Bats, humoriste ;
- Jean Baudrillard, philosophe et sociologue ;
- Nicolas Bergier, historien ;
- Jean Berque, artiste ;
- Jackie Berroyer, acteur ;
- Paul Bocquet, artiste ;
- Jean-Pierre Boudet, chimiste et pharmacien ;
- Jean-François Boulart, général ;
- Louis Bodin, présentateur de météo ;
- Caroline Bouffay, artiste peintre ;
- Eugène Bourgouin, artiste ;
- Régis Boyer, spécialiste de littérature et civilisation scandinaves ;
- Andrée Brabant, actrice ;
- Pascal Bresson, scénariste de bande dessinée français, illustrateur et auteur de livres pour la jeunesse ;
- Jean-Baptiste Brunet, général ;
- Claude Buffet, criminel ;
- Roger Caillois, écrivain ;
- François Calderaro, footballeur ;
- Robert Camelot, architecte ;
- Benjamin Cantournet, coureur cycliste ;
- Général Carré, maréchal de camp ;
- Anaïs Castagna, journaliste d'I-Télé ;
- Vladimir Cauchemar, disc-jockey, producteur de musique ;
- Pierre Cauchon, évêque de Beauvais ;
- Hubert Martin Cazin, imprimeur ;
- Gustave Louis Chaix d'Est-Ange, homme politique ;
- Maurice Challe, as de la seconde guerre mondiale ;
- Pol Charbonneaux (1909-1954), aviateur, Compagnon de la Libération[1]
- Étienne Chardon de Courcelles, médecin et marin ;
- Léon Chavalliaud, sculpteur ;
- René Chayoux (1892-1969), président de l'Union des maisons de Champagne de 1942 à 1956 ;
- Simon Clicquot-Blervache, économiste ;
- Barbe-Nicole Clicquot-Ponsardin, surnommée La « veuve Clicquot » ;
- Nicolas Colbert de Vandières, père des précédents ;
- Jean-Baptiste Colbert, homme d'État ;
- Édouard-François Colbert, son frère, militaire ;
- Pascal Collasse, musicien compositeur, né en 1649.
- Jules Collinet, peintre ;
- Claude Coquebert de Taizy, bibliographe et militaire ;
- Guillaume Coquillard, chanoine ;
- Remi Armand Coulvier-Gravier (1802-1868), astronome ;
- Eugène Courmeaux, homme politique ;
- Maurice Couve de Murville (1907-1999), homme politique ;
- Marquis de Croissy, diplomate ;
- Anne-Sophie Da Costa, née en 1982, championne du monde de boxe ;
- Henri Dallier, organiste classique ;
- Charles-Edmond Daux (1850-1937), peintre ;
- Nicolas David, écrivain ;
- Olivier de Benoist, humoriste ;
- Louis Émile Dérodé, homme politique ;
- Charles François Desbureaux (1755-1835), général des armées de la République et de l'Empire ;
- Charles Desteuque dit l'Intrépide Vide-Bouteilles, critique dramatique ;
- Laurent Détouche, peintre ;
- Lucienne Suzanne Dhotelle, dite La môme Moineau, chanteuse française des années 1920 ;
- Eugène Dourcy, architecte ;
- Eugène Doyen, médecin ;
- Jean-Baptiste Drouet d'Erlon, maréchal ;
- Eugène Dupont, écrivain ;
- Philippe Entremont, pianiste classique ;
- Didier Eribon, intellectuel ;
- Jean-Pierre Esteva, amiral ;
- Les Sœurs Étienne, chanteuses ;
- Nicolas Remi Favart d'Herbigny, général ;
- Jean François Xavier Ferrand, homme politique ;
- André Ferry, mathématicien ;
- Flin des Oliviers, écrivain ;
- Jean-Louis Forain, artiste ;
- Paul Fort, écrivain ;
- Foulquart, chroniqueur ;
- Jacques Frémin, religieux ;
- Bernard Fresson, acteur ;
- Gabriel Gabrio, acteur ;
- Robert Gallois, boxeur ;
- Fernand Gentin, homme politique;
- Alfred Gérard, industriel ;
- Nicolas Eugène Géruzez, historien ;
- Tony Giannetta (né en 1961), footballeur français, est né à Reims ;
- Roger Gilbert-Lecomte, écrivain ;
- Gilles Gobelin, tapissier ;
- Alphonse Gosset (1835-1914), architecte ;
- Pol Gosset (1868-1942), docteur en médecine et écrivain ;
- Pol Gosset (1881-1953), architecte ;
- Élodie Gossuin, mannequin, animatrice télé, styliste française, Miss France 2001, Miss Europe 2001  ;
- Jean Goulin, médecin ;
- Nicolas de Grigny, organiste ( 1671-1703 ) ;
- Laurent Grison, écrivain ;
- Gilbert Gruss, artiste et directeur de cirque [2];
- Stéphan Guérin-Tillié, comédien, scénariste, réalisateur et metteur en scène français ;
- Henri Hachette des Portes, chanoine, puis évêque auxiliaire de Reims ;
- Maurice Halbwachs, sociologue ;
- Henri Hardouin, compositeur, né en 1727
- Philippe Henriot, homme politique ;
- Charles Auguste Herbé, peintre ;
- Jean François Jules Herbé, général ;
- Paul Herbé, architecte ;
- Jacques Herbillon, baryton, chanteur d'opéras
- Jean Nicolas Houzeau-Muiron, chimiste ;
- Léon Hourlier, coureur cycliste ;
- Eugène Alexandre Husson, général ;
- Marie-Claire Jamet, harpiste
- Ernest Kalas, architecte ;
- Kyan Khojandi, comédien ;
- Fernand Labori, avocat ;
- Pasquier Labruyère, typographe, Républicain, Animateur de coalitions ouvrières ;
- Louis Landouzy, médecin ;
- Jean-Baptiste de La Salle, pédagogue ;
- Achille Laviarde dit Achille Ier, roi d'Araucanie, monarque ;
- Adolphe Leclère, acteur ;
- Maria Legault, actrice ;
- Edwin Le Héron, économiste ;
- Léo Lelièvre, compositeur ;
- Achille Lemot, artiste ;
- Jean-Marie Le Sidaner, écrivain ;
- Simon-Nicolas-Henri Linguet, écrivain ;
- Eugène Lion, archevêque ;
- Lucien Loizeau, général ;
- Jean-Baptiste de Lorcet , général ;
- Julien Lorieux, dit « le dérailleur » poète ;
- Jean Charles Loriquet, écrivain ;
- Léonie Louppe, peintre ;
- Comtesse de Loynes, demi-mondaine ;
- Paul Marchandeau, homme politique ;
- Guillaume Marlot, historien ;
- Henri Marteau, acteur ;
- El Matador, rappeur français ;
- Ruddy Meicher, musicien ;
- Mahiedine Mekhissi-Benabbad, coureur de fond ;
- Louis Mennesson, avocat et député ;
- Olivier Métra, musicien ;
- Pierre Minet, écrivain ;
- Paul de Molènes, écrivain ;
- Edmé Moreau, graveur ;
- André Morizet, homme politique ;
- Renaud de Nanteuil, pair de France;
- Robert Nanteuil, artiste ;
- Hippolyte Nazet, écrivain ;
- Pol Neveux, écrivain ;
- Nicolas Noël, médecin ;
- Alexandre Noll, sculpteur ;
- James Ollivier, comédien, compositeur et chanteur ;
- Jean-Sébastien Oudin, metteur en scène ;
- Jean Patart, chanteur ;
- Daniel Pellus, journaliste et historien ;
- Adrien Peltier, (1903-1982), Compagnon de la Libération[3] ;
- Alphonse Périn, peintre ;
- Lié Louis Périn, artiste ;
- Robert Pirès, footballeur ;
- Noël-Antoine Pluche, naturaliste ;
- Olivier Poivre d'Arvor, écrivain, diplomate, journaliste ;
- Patrick Poivre d'Arvor, journaliste ;
- Odette Pol-Roger, entrepreneuse et résistante.
- Antoine-Rémy Polonceau, ingénieur ;
- Maurice Prévost, aviateur ;
- Henri Pussort, conseiller d'Etat sous Louis XIV ;
- Chardon de Reims, trouvère ;
- Eustache Le Peintre de Reims ;
- Nicolas Regnesson, artiste ;
- Boris Rehlinger, acteur de doublage et voix de Jason Statham ;
- Michel Robin, acteur ;
- Arnaud Robinet, homme politique ;
- Nicolas Roland, bienheureux catholique ;
- Léon Rothier, chanteur d'opéra ;
- Jean-Loup Roubert, architecte, né en 1932
- Nicolas Rozier (1971-) peintre et écrivain
- Dom Thierry Ruinart (1657-1709), savant, moine bénédictin de la Congrégation de Saint-Maur ;
- Irénée Ruinart de Brimont (1770-1850), homme politique ;
- Nicolas Irénée Ruinart (1697-1769), drapier et fondateur de la maison de champagne Ruinart ;
- René de Saint-Marceaux, sculpteur ;
- Jules de Saint-Pol, général ;
- Pierre Schneiter, homme politique ;
- Vincent Ségal, violoncelliste et bassiste ;
- Émile Senart, orientaliste ;
- Adrien Sénéchal, peintre ;
- Nicolas Soret, poète et dramaturge ;
- Pierre Sutaine, 1673-1756, abbé de ste-Geneviève ;
- Jean-Frantz Taittinger, homme politique ;
- Jacques Tarbé de Saint-Hardouin, diplomate ;
- Louis Théron, producteur ;
- Tronsson-Ducoudray, avocat ;
- Corneille Trumelet, militaire ;
- Maxime Valette, entrepreneur ;
- Catherine Vautrin, femme politique ;
- René-Louis-Marie Vieillart, jurisconsulte et député aux État-généraux ;
- Raoul Villain, assassin de Jean Jaurès ;
- François Warnier, aviateur ;
- Jules Warnier, homme politique ;
- Paul Wenz, écrivain ;
- Émile Wenz, photographe aérien ;
- Frédéric Wenz, artiste peintre ;
- Yuksek (Pierre-Alexandre Busson), producteur de musique électronique.

### Y reposent ou y sont morts
- Pierre Nicolas Anot (1762-1822), théologien & chroniqueur de voyages ;
- Frère Arnould, bienheureux catholique ;
- Jean d'Aulan, président de la société des vins de Champagne Piper Heidsieck ;
- François Louis Jérôme Baron, avocat et député ;
- Georges Béjot, évêque auxiliaire de Besançon puis de Reims et personnalité du catholicisme social ;
- Adolphe Bellevoye, artiste graveur entomologiste ;
- Jean-Baptiste Caqué, médecin ;
- Louis de Chevigné, poète ;
- Nicolas Du Bout (1653-1706), moine bénédictin ;
- Jean Falala, homme politique ;
- Amélie Doublié, bienfaitrice ;
- Ermine de Reims, mystique ;
- Léonard Foujita, artiste peintre japonais ;
- Léon Géneau de Lamarlière, botaniste ;
- René Girier, dit « René la Canne », bandit ;
- Théodore Goepp, homme politique ;
- Jean Goulden, artiste ;
- La famille Gruss, artistes de cirque ;
- Gentien Hervet, chanoine et traducteur ;
- Jonathan Holden, industriel de la laine et bienfaiteur de la Ville de Reims ;
- Henri Jadart, écrivain et bibliothécaire ;
- Hugues Krafft, voyageur et photographe ;
- Johann-Joseph Krug, qui fonde en 1843 la maison de Champagne Krug ;
- Aimée Lallement, sportive et militante française ;
- Camille Lenoir, homme politique ;
- Saint-Liévin, évêque de Reims ;
- Maurice Maillot, acteur de cinéma ;
- L'abbé Miroy, fusillé en 1871 par les Prussiens ;
- Gustave Navlet, sculpteur ;
- Nicolas Perseval, peintre ;
- Alexandre Louis Pommery, cofondateur de la maison Champagne Pommery ;
- Albert Réville, homme politique ;
- Félix Désiré Soullié, homme politique ;
- Pierre Taittinger, fondateur de la société des vins de Champagne Taittinger ;
- Prosper Tarbé, historien ;
- Jacques Tarbé de Saint-Hardouin, homme politique ;
- Alfred Thomas, homme politique ;
- César de Vachon de Belmont-Briançon, (1770-1814), colonel des armées de la République et de l'Empire, mort au combat le 13 mars 1814 lors de la bataille de Reims ;
- Henry Vasnier, collectionneur et négociant en vin ;
- Michel Wendling, sculpteur, notamment à la cathédrale Notre-Dame de Reims et à la basilique Saint-Remi ;
- Félix-Henri Wendling, sculpteur, fils de Michel ;
- Édouard Werlé (1801-1884), homme d'affaires et homme politique français d'origine allemande ;
- Paulette Wright (1989-2018), chanteuse et comédienne ;
- Marie-Clémence Fouriaux, héroïne française de la Première Guerre mondiale.

### LesJustes parmi les nations[4]
- Daniel Bachet[5].
- Catherine Bourgeteau[6].
- Aimée Lallement[7].
- André Laurent[8].
- Lucienne Laurent[9].
- Jean-Marie Leroux[10].
- Marie-Thérèse Leroux Trouillet[11].

## Sportifs célèbres
- Eunice Barber, athlétisme, licenciée au club EFSRA (Entente Family Stade de Reims Athlétisme);
- Albert Batteux, footballeur au Stade de Reims ;
- Carlos Bianchi, footballeur au Stade de Reims ;
- Bruno Bonhuil, pilote moto français, né à Reims ;
- Jean Bouin, athlète qui s'entrainait sous la direction de Georges Hebert, au collège des athlètes du Parc Pommery.
- Gilles Bosquet, rameur d'aviron aux Régates rémoises;
- Jonathan Brison,  footballeur professionnel né en 1983 et ayant passé son enfance et son adolescence à Reims.
- François Calderaro, footballeur, né à Reims.
- Shana Chossenotte, footballeuse, née à Reims.
- Gilbert Delé, champion du monde poids super-welters WBA (1991), champion d'Europe poids super-welters EBU (1989-1990)
- Yohann Diniz, champion du monde 2017 du 50 kilomètres marches, licencié au club EFSRA (Entente Family Stade de Reims Athlétisme);
- Albert Emon, footballeur au Stade de Reims ;
- Pauline Ferrand-Prévot, 15 fois championne du monde de cyclisme ;
- Just Fontaine, footballeur au Stade de Reims ;
- Alexandre Franchini, Mister Univers 2010[12], culturiste à la  Force athlétique rémoise ;
- Robert Gallois, boxeur ; champion de France poids welters (1971-1972)
- André Godinat, champion de France sur route en 1932 et vainqueur d'étape du Tour de France 1931 ;
- Georges Hébert, (1875-1957), militaire français, promoteur d’une méthode d’éducation physique naturelle ;
- Jacques Herbillon, boxeur, champion de France poids légers (1953-1954), champion de France poids welters (1958-1959)
- Michel Hidalgo, footballeur au Stade de Reims ;
- Léon Hourlier, Coureur cycliste sur piste, trois fois champion de France de vitesse ;
- Robert Jonquet, footballeur au Stade de Reims ;
- Raymond Kopa, footballeur au Stade de Reims ;
- Daniel Londas, champion du monde poids super-plumes WBO (1992), champion d'Europe poids super-plumes EBU (1989-1991)
- Mahiedine Mekhissi-Benabbad, à l'EFS Reims Athlétisme, triple médaillé olympique et champion d'Europe en 2010 à Barcelone;
- Nwal-Endéné Miyem, basketteuse et championne d'Europe en 2009, troisième au championnat du monde en 2007;
- Robert Pirès, footballeur au Stade de Reims ;
- Paul Roux, champion de France poids mi-lourds (1959-1963, 1964, 1965-1966)
- Marcel Thil, boxeur
- Raymond Villain, coureur de cross country, Family Club rémois
- Adeline Wuillème, escrimeuse (fleurettiste), née à Reims.